# 夏田昌和
夏田 昌和（なつだ まさかず、1968年7月2日 - ）は、日本の現代音楽の作曲家、指揮者。元国立音楽大学准教授。

## 人物・来歴
作曲家 夏田鐘甲（韓国名:禹鍾甲）の長男として東京都に生まれ、幼少期よりピアノを学ぶ。東京芸術大学音楽学部附属音楽高等学校を経て、東京芸術大学作曲科へと進む。この間、作曲を野田暉行、永冨正之、近藤譲、スコアリーディングや伴奏法をアンリエット・ピュイグ＝ロジェ他に師事した。1991年、同大学作曲科を首席で卒業。卒業作品として書いたオーボエ協奏曲「モルフォジェネシス」が芥川作曲賞にノミネートされて注目を集めたが、この時は受賞は逃している。また並行して、洗足学園大学指揮研究所において秋山和慶他に指揮法を学んだ。1993年、芸大大学院修士課程修了後に渡仏、パリ国立高等音楽院作曲科に入学し、作曲をジェラール・グリゼイ、指揮をジャン＝セバスチャン・ベローに師事する。1997年、同院作曲科を審査員全員一致の首席一等賞他を得て卒業し、帰国。2002年「アストレーション」で2回目の芥川作曲賞ノミネート、同賞を受賞する。アンサンブル・アンテルコンタンポランやフランス文化省、サントリー音楽財団などより多くの作品委嘱を受けて作曲活動を続ける。2013年には指揮者の阿部加奈子とともに日仏現代音楽協会を創設。
作品はISCM（横浜）やザグレブ・ミュージック・ビエンナーレ、メルツ・ムジーク（ベルリン）、マンカ音楽祭（ニース）、ミュージック・フロム・ジャパン（ニューヨーク）、アヴァンティ夏期音楽祭（フィンランド/ポルヴォ）、大邱国際音楽祭（韓国）、武生国際音楽祭（日本）、フェスティバル・プレザンス（パリ）などにおいて紹介され、オランダ放送交響楽団、ベルリン交響楽団、新日本フィルハーモニー交響楽団、東京交響楽団、アンサンブル2e2m、アンサンブル・アンテルコンタンポラン、アンサンブル・ルシェルシュ、アンサンブル・クール・シルキュイ、ジュリアード・パーカッション・アンサンブル、東京シンフォニエッタをはじめとした著名なオーケストラやアンサンブル、クロード・ドゥラングル(Sax.)やバリー・ウェッブ(Trb.)、セドリック・ティベルギアン(Pn.)などの優れたソリストによって、世界各地で幅広く演奏されている。
指揮者としてもアンサンブル・コンテンポラリーαやアンサンブル・ヴィーヴォなどの団体と共に、数多くの日本人作曲家の新作の初演や海外現代作品の紹介に携わってきた。中でもジェラール・グリゼイの『Vortex Temporum I~III』や『境界を超えるための4つの歌』、スティーヴ・ライヒの『Tehillim』といった大作の日本初演を指揮した。また市民オーケストラへも時折客演している。
グリゼイに師事したことから日本におけるスペクトル楽派の作曲家と看做されることが多いが、それとは異なる方法論による作品も多い。また微分音程の使用はほとんどの作品に共通する特徴である。

## 受賞歴
- 安宅賞 （1989年）
- 日本音楽コンクール 第3位 （1991年）
- 新交響楽団作品公募 第1席（1992年）
- 出光音楽賞 （1992年）
- ゴッフレード・ペトラッシ国際作曲コンクール 審査員特別表彰 （1997年）
- 入野賞 入選（1997年）
- フンダカオ・オリエンテ国際指揮者コンクール 第3位（1998年）
- ガウデアムス国際音楽週間 入選（1998年）
- 芥川作曲賞 受賞 （2002年）
- 国際現代音楽協会 入選（2000年）

## 作品

### 管弦楽
- Soliton - 室内オーケストラのための （1995年）
- Megalithic Waves - 室内オーケストラのための （1997年）
- Astration – in memoriam Gérard Grisey - オーケストラのための （2001年）
- Tableau avec Ré, Fa, La - 室内オーケストラのための （2002年）
- Cross-Light - 室内オーケストラのための （2003年）
- 重力波 - オーケストラのための （2004年）
- Danse de la Mante Religieuse - オーケストラのための （2011年）

### 協奏曲
- Morphogenesis - オーボエとオーケストラのための （1991年）
- The String of Life - ヴァイオリンとオーケストラのための （1993年）

### アンサンブル
- Rapprochement - フルート、オーボエ、2ヴァイオリン、2ヴィオラ、ピアノのための （1991年）
- Divergence - フルート、クラリネット、ヴァイオリン、チェロ、ピアノのための （1994年）
- Trois Dessins - トロンボーン、ハープ、ヴァイオリン、ヴィオラ、チェロ、打楽器のための （1995年）
- Motet de l'aube, hommage à Guillaume de Machaut - バス・クラリネット、コントラファゴット、3ヴァイオリン、打楽器のための （1998年）
- Gallop - フルート、ピアノ（1996年）、 フルート、クラリネット、ヴァイオリン、ピアノのための （1999年）
- Falling - フルート、クラリネット、ヴァイオリン、ヴィオラ、チェロ、ピアノのための （2002年）
- Music for keyboard instruments - 6人の鍵盤打楽器奏者と2台ピアノのための （2006年）
- Layered Song from Long Ago - 2クラリネット、ヴィオラ、チェロ、ヴィブラフォンのための （2008年）
- Convergence - 13人の器楽奏者のための （2010年）
- Octet - 吹奏楽器とパーカッションのための （2011年）

### 室内楽
- Quatre Prismes dans l'Espace 12のトランペット奏者と3人の打楽器奏者のための （1991年）
- Sous un ciel étoilé, près de l'eau - 2台のヴァイオリン、ピアノ、2人の打楽器のための （1992年）
- West, or Evening Song in Autumn - ソプラノサックスと打楽器のための （1996年）
- Gameraphony - 2台のエレクトーンのための （1998年）
- Scherzo pour Trio Trichronochrome - ホルン、ヴァイオリン、ピアノのための （1999年）
- Rencontre - フルート、ヴァイオリン、打楽器のための （2000年）
- Equatorial Song - フルート、プリペアード・ピアノのための（2000年）
- 良寛による二つの詩 - メゾソプラノ、サックス、打楽器のための （2005年）
- Inégal - ヴィブラフォンとチェンバロのための （2006年）
- Perpetuum mobile (in a Zigzag) - ヴィブラフォンとチェンバロのための （2008年）
- Wooden Music - 9人の打楽器奏者のための （2008年）

### 独奏曲
- Parcours entre Vitraux et Absidioles - オルガンのための （1993年）
- Electro-Spiral,‘The Ladder of Life’ - 電子オルガンのための （1993年）
- Flux et Reflux - ピアノのための （1994年）
- Flots, ‘Dan-no-ura’ - ピアノのための （1997年）
- Les chants préhistoriques I - ヴァイオリンのための （1999年）
- Les chants préhistoriques II - ヴァイオリンのための（2000年）
- Stumbling Drums in Savanna 打楽器のための （2001年）
- Gamelaphony II - ピアノのための （2009年）

### 声楽曲
- 良寛による二つの詩 - メゾソプラノ、サックス、打楽器のための （2005年）
- 良寛による二つの詩 - ソプラノ、クラリネット、打楽器のための （2006年） *2005年作品の編曲
- ノヴァリスの詩によるコラール - 12声部のための （2006年）

### 邦楽
- 啓蟄の音 - 二十絃箏ソロと四面の箏のための （2010年）

### 舞台
- Music for Noh “Hakata-Yamakasa” 能楽と室内オーケストラのための （2005年）

## エピソード
- 作曲家 望月京とは、青山学院中等部、東京芸術大学付属高校、東京芸術大学と大学院を通じての同級生であり、パリ国立高等音楽院への留学時期もほぼ重なっている。
- 留学先のパリ音楽院では、同様に同級生であったブルーノ・マントヴァーニ（現音楽院学長）を抑えての首席卒業を果たした。

## 出版

### 録音
- BIS-CD-1630 Japanese Love Songs[6] (作曲)
- NAXOS BIS-CD-890 夏田昌和／野平一郎／細川俊夫：サクソフォン作品集[7]  (作曲)
- ROSCO RACOONDOG[8]  (作曲)
- ナミ・レコード 小林武史 野平一郎~ ヴァイオリン名演集~[9] (指揮)
- 南聡 作品集「昼」[10] (指揮)
- Les chants préhistoriques 〜 les œuvres de Masakazu Natsuda 〜 先史時代の歌 夏田昌和作品集[11]  (作曲)

### 楽譜
- West or Evening Song in Autumn pour Saxophone Soprano et Percussions: Editions Henry Lemoine[12]